# 건반 악기

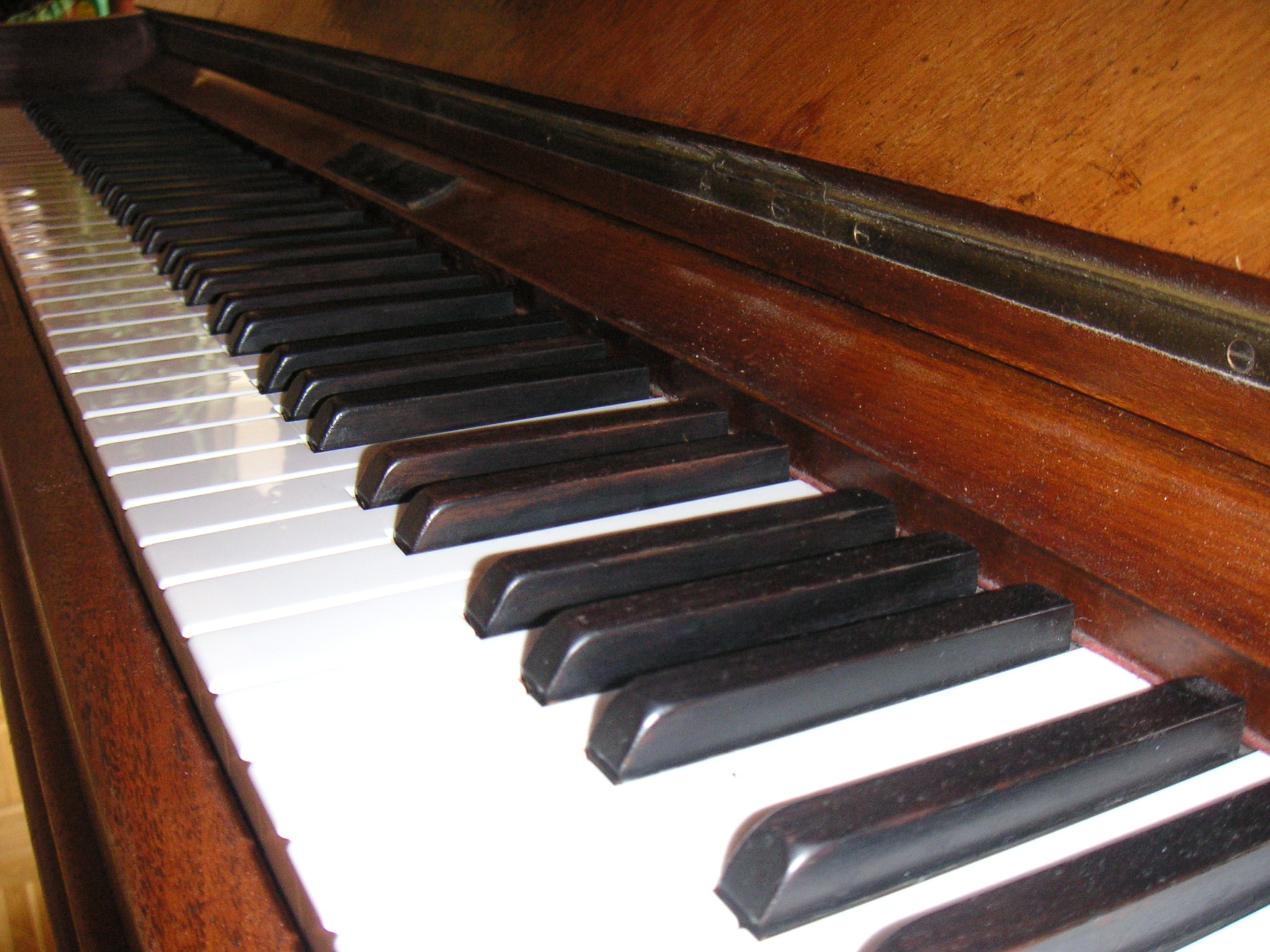
피아노는 가장 일반적인 건반 악기 중 하나이다.

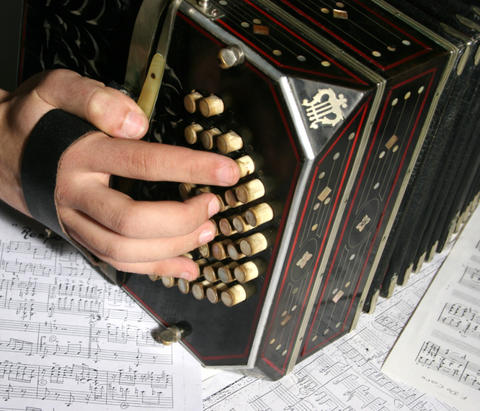
반도네온.

건반 악기(鍵盤樂器, 문화어: 누르개악기)는 건반을 두드려서 소리를 내는 악기군이다. 피아노처럼 현을 때려서 소리내는 것, 하프시코드처럼 퉁겨서 소리내는 것, 파이프 오르간처럼 관에 공기를 불어넣어 소리내는 것 등이 있다. 이렇게 서로 다른 소리내는 방법에 따라 따로 분류하기도 하지만, 보통은 독립된 악기군인 ‘건반 악기’로 분류한다.
음역이 넓은 것이 특징이다. 또한 양 손의 모든 손가락을 자유롭게 쓸 수 있기 때문에 다양한 표현이 가능하다.

## 종류
- 피아노
- 하프시코드 또는 쳄발로
- 클라비코드 또는 클라브생
- 옹드 마르트노
- 파이프 오르겔
- 포지티브 오르겔 (칸타타 반주용 오르겔)

## 같이 보기
- 악기
- 피아노
- 하프시코드
- 파이프 오르간